# Corethrella novaezealandiae
Corethrella novaezealandiae är en tvåvingeart som beskrevs av Tonnoir 1927. Corethrella novaezealandiae ingår i släktet Corethrella och familjen Corethrellidae. Inga underarter finns listade i Catalogue of Life.